# Vladimir Devidé
Vladimir Devidé, hrvaški matematik, japonolog in književnik, * 3. maj 1925, Zagreb, Kraljevina Srbov, Hrvatov in Slovencev (sedaj Hrvaška), † 22. avgust 2010, Zagreb.
Devidé je doktoriral leta 1956 na Prirodoslovno-matematični fakulteti Univerze v Zagrebu z disertacijo En razred grupoidov (Jedna klasa grupoida).
Med letoma 1952 in 1957 je bil asistent na Elektrotehniški fakulteti Univerze v Zagrebu, do leta 1960 je bil docent, do 1965 izredni in noto do upokojitve leta 1990 redni profesor na Katedri za matematiko Strojno-ladjedelniške fakultete Univerze v Zagrebu.
V letih 1961-63 je prebil na tokijski univerzi.
Leta 1973 je postal izredni, 1990 pa redni član JAZU/HAZU.
Pisal je tudi poezijo, pogosto povezano z japonskimi haikuji in eseje.
1. ↑  Hrvatski biografski leksikon — 1983.
2. ↑  Proleksis enciklopedija, Opća i nacionalna enciklopedija — 2009.
3. 1 2  Brozović D., Ladan T. Hrvatska enciklopedija — LZMK, 1999. — 9272 p.